# Petra Nováková
Petra Nováková, född 17 augusti 1993, är en tjeckisk längdskidåkare. Hennes bästa resultat i ett lopp i världscupen hittills är en sjätteplats på 15 km skiathlon i Lillehammer (5 december 2015).
Nováková deltog i olympiska vinterspelen 2014, 2018 och 2022.
På U23-VM i Rasnov 2016 tog hon en bronsmedalj på 10 km klassisk åkning.